# Adam Stec
Adam Marian Stec (ur. 11 maja 1952 w Jeleniu koło Jaworzna, zm. 19 lipca 2007 w Lublinie) – lekarz weterynarii, profesor doktor habilitowany, specjalista w zakresie chorób wewnętrznych zwierząt, nauczyciel akademicki, autor wielu publikacji i ekspertyz naukowych.
Dyplom lekarza weterynarii uzyskał w 1977 roku na ówczesnej Akademii Rolniczej w Lublinie, doktorat obronił w 1984 roku, zaś w 1995 roku habilitował się w zakresie chorób wewnętrznych zwierząt gospodarskich. Zawodowo z lubelską akademią był związany od 1977, kolejno jako asystent, adiunkt (1984) w Katedrze i Klinice Chorób Wewnętrznych Wydziału Weterynaryjnego (potem Wydziału Medycyny Weterynaryjnej), wreszcie profesor i kierownik Zakładu Chorób Wewnętrznych Zwierząt Gospodarskich i Koni. W 1990 odbył staż naukowy na University Tennessee (Departament of Animal Science). W 2002 uzyskał tytuł profesora nauk weterynaryjnych. Był członkiem Polskiego Towarzystwa Nauk Weterynaryjnych i Światowego Towarzystwa Bujatrycznego.
Profesor Adam Stec był autorem wielu publikacji na temat chorób przemiany materii, metabolizmu i niedoborów magnezu u przeżuwaczy, opracował metodę zapobiegania objawom hipomagnezemii u krów mlecznych.
Zmarł po ciężkiej chorobie 19 lipca 2007 roku, został pochowany na cmentarzu w Milejowie.

## Odznaczenia
- Medal Komisji Edukacji Narodowej
- Srebrny Krzyż Zasługi
- Złoty Krzyż Zasługi (2004)[2]